# 哈密东站
哈密东站位于新疆维吾尔自治区新星市二道湖镇（兵团第十三师红星一场），为中国铁路乌鲁木齐局集团哈密车务段管辖的区段站。车站衔接兰新线、哈罗线、临哈线三大干线，承担着进出疆货物列车的编组、中转等职能，为疆煤外运、中欧班列提供服务。

## 历史
车站作为哈密货车南环线工程的一部分于2010年7月开工，2012年10月30日建成投用，建成一级三场：其中上行到发场设到发线12条、下行到发场设到发线13条；调车场设调车线19条、预留5条。车站建成后取代了原哈密站的部分解编作业。
2018年建成设有8条到达线的峰前到达场，车站规模增加至二级四场。
2025年车站扩能改造工程开工，新建下行系统的到达场、调车场和出发场，完工后车站规模将增加至三级六场。